# Топешти (Вранча)
Топешти (рум. Topești) насеље је у Румунији у округу Вранча у општини Барсешти. Oпштина се налази на надморској висини од 414 m.

## Становништво
Према подацима из 2002. године у насељу је живело 548 становника, од којих су сви румунске националности.